# Образа (фільм, 1986)
«Образа» (рос. «Обида») — радянський художній фільм 1986 року, знятий режисером Аркадієм Сіренком на кіностудії «Мосфільм».

## Сюжет
За творами Ю. Перова «Камені» і «Ревізія». Продавчиня сільмагу Паша Нікітіна щедро роздала всі гроші з виручки односельцям у борг, коли вони з вини голови залишилися без зарплати. Нагрянула ревізія — і Паша стала вимагати гроші назад. Не отримавши боргів, героїня звернулася за допомогою до брата з Кубані, який тут же відгукнувся на її біду: вислав гроші і сам приїхав. Зібравши всіх колишніх односельчан він розповів про прекрасне південне життя. Односельці на хмільну голову зібралися було в шлях, але настав ранок, і кожен зайнявся своєю колишньою справою.

## У ролях
- Тетяна Догілєва — Паша Нікітіна, продавчиня сільпо Параска Петрівна
- Володимир Ніколенко — Степан, брат Паші
- Сергій Гармаш — Гришка, племінник Лизавети, тракторист
- Едуард Бочаров — Лексеїч
- Ніна Усатова — Машка Скворцова
- Ольгерд Тарасов — Гордій Миронич, голова колгоспу
- В'ячеслав Баранов — Анатолій, ревізор
- Михайло Голубович — Іван, бригадир
- Єлизавета Нікіщихіна — Лізавета Артемівна, сусідка Паші
- Валентина Федотова — мати Паші і Степана
- Микола Сморчков — Матвій Кіндратович
- Юрій Назаров — Алексєєв
- Віктор Гоголєв — дядько Єгор
- Юрій Дубровін — колгоспник
- Анатолій Скорякин — колгоспник
- Марина Лобишева-Ганчук — колгоспниця
- Валентина Яськова — епізод
- Антоніна Кончакова — колгоспниця
- Борис Бачурін — колгоспник
- Віталій Яковлєв — Федька
- Микола Волков — епізод
- Віктор Нестеров — колгоспник
- Леонід Юхін — дід Василь
- Анатолій Рудаков — Коля, колишній чоловік Паші
- Наталія Єжова — епізод
- Є. Афоніна — епізод
- Олександр Панкратов-Чорний — водій автокрамниці
- Світлана Кірєєва — продавчиня

## Знімальна група
- Режисер — Аркадій Сіренко
- Сценарист — Раміз Фаталієв
- Оператор — Елізбар Караваєв
- Композитор — Сергій Скрипка
- Художник — Леван Шенгелія